# Шатонеф Вал Сен Дона
Шатонеф Вал Сен Дона (фр. Châteauneuf-Val-Saint-Donat) насеље је и општина у Француској у региону Прованса-Алпи-Азурна обала, у департману Горњопровансалски Алпи која припада префектури Форсалкје.
По подацима из 2011. године у општини је живело 497 становника, а густина насељености је износила 23,55 становника/km². Општина се простире на површини од 21,1 km². Налази се на средњој надморској висини од 464 метара (максималној 1458 m, а минималној 480 m).

## Демографија
| 1962. | 1968. | 1975. | 1982. | 1990. | 1999. | 2011. |
| ----- | ----- | ----- | ----- | ----- | ----- | ----- |
| 134   | 139   | 141   | 191   | 296   | 348   | 497   |

График промене броја становника у току последњих година